# Championnat de Suisse de football 1917-1918
Navigation
Édition précédente Édition suivante
La 21e édition du championnat de Suisse de football est remportée par le Servette FC.
Le BSC Young Boys termine vice-champion. Le FC Saint-Gall complète le podium. 
Le championnat est divisé en trois groupes de huit. Les premiers de chaque groupe sont qualifiés pour la phase finale décidant du champion tandis que celui qui a obtenu le moins de points tous groupes confondus joue un match de barrage de relégation contre le champion de deuxième division. Le FC Baden descend en deuxième division et est remplacé pour la saison 1918-1919 par le FC Lucerne.

## Les clubs de l'édition 1917-1918
| Club                     | Ville             |
| ------------------------ | ----------------- |
| Blue Stars Zurich        | Zurich            |
| BSC Old Boys             | Bâle              |
| BSC Young Boys           | Berne             |
| Cantonal Neuchâtel       | Neuchâtel         |
| Étoile La Chaux-de-Fonds | La Chaux-de-Fonds |
| FC Aarau                 | Aarau             |
| FC Bâle                  | Bâle              |
| FC Berne                 | Berne             |
| FC Biel-Bienne           | Bienne            |
| FC Brühl Saint-Gall      | Saint-Gall        |
| FC Stella Fribourg       | Fribourg          |
| FC Genève                | Genève            |
| FC La Chaux-de-Fonds     | La Chaux-de-Fonds |
| FC Baden                 | Baden             |
| FC Nordstern Bâle        | Bâle              |
| FC Saint-Gall            | Saint-Gall        |
| FC Winterthur            | Winterthour       |
| FC Zurich                | Zurich            |
| Grasshopper-Club Zurich  | Bâle              |
| Montriond Lausanne       | Lausanne          |
| Montreux-Sports          | Montreux          |
| Neumünster Zurich        | Zurich            |
| Servette FC              | Genève            |
| Young Fellows Zurich     | Zurich            |

## Compétition

### Classements
Le classement est établi sur le barème de points classique (victoire à 2 points, match nul à 1, défaite à 0).

#### Groupe Ouest
| Rang | Équipe                   | Pts | J  | G  | N | P  | Bp | Bc | Diff |
| ---- | ------------------------ | --- | -- | -- | - | -- | -- | -- | ---- |
| 1    | Servette FC              | 25  | 14 | 12 | 1 | 1  | 74 | 21 | +53  |
| 2    | Étoile La Chaux-de-Fonds | 21  | 14 | 9  | 3 | 2  | 46 | 20 | +26  |
| -    | FC La Chaux-de-Fonds     | 21  | 14 | 9  | 3 | 2  | 42 | 26 | +16  |
| 4    | Cantonal Neuchâtel       | 13  | 14 | 6  | 1 | 7  | 35 | 43 | -8   |
| -    | Montriond Lausanne       | 13  | 14 | 5  | 3 | 6  | 28 | 36 | -8   |
| 6    | FC Genève                | 11  | 14 | 3  | 5 | 6  | 32 | 44 | -12  |
| 7    | Stella Fribourg          | 7   | 14 | 3  | 1 | 10 | 19 | 45 | -26  |
| 8    | Montreux-Sports          | 1   | 14 | 0  | 1 | 13 | 10 | 51 | -41  |

|  | Qualification pour la phase finale |

#### Groupe Centre
| Rang | Équipe            | Pts | J  | G | N | P  | Bp | Bc | Diff |
| ---- | ----------------- | --- | -- | - | - | -- | -- | -- | ---- |
| 1    | BSC Young Boys    | 19  | 12 | 8 | 3 | 1  | 52 | 18 | +34  |
| 2    | FC Bâle           | 17  | 12 | 7 | 3 | 2  | 31 | 19 | +12  |
| 3    | FC Aarau          | 16  | 12 | 7 | 2 | 3  | 24 | 16 | +8   |
| 4    | FC Berne          | 12  | 12 | 8 | 4 | 4  | 21 | 26 | -5   |
| 5    | FC Nordstern Bâle | 8   | 12 | 3 | 2 | 7  | 18 | 26 | -8   |
| -    | FC Biel-Bienne    | 8   | 12 | 4 | 0 | 8  | 24 | 35 | -11  |
| 7    | BSC Old Boys      | 4   | 12 | 2 | 0 | 10 | 20 | 50 | -30  |
| 8    | FC Baden          | 0   | 0  | 0 | 0 | 0  | 0  | 0  | 0    |

|  | Qualification pour la phase finale |
|  | Barrage de relégation              |

Le FC Baden n'a pas pu participer au championnat, leur terrain étant réquisitionné pour des activités agricoles dues à la Première Guerre mondiale.
Barrage de relégation
Le match de barrage oppose le FC Baden au champion de deuxième division, le FC Lucerne.
| Équipe 1   | Résultat | Équipe 2 |
| ---------- | -------- | -------- |
| FC Lucerne | 7 - 0    | FC Baden |

#### Groupe Est
| Rang | Équipe                  | Pts | J  | G  | N | P  | Bp | Bc | Diff |
| ---- | ----------------------- | --- | -- | -- | - | -- | -- | -- | ---- |
| 1    | FC Saint-Gall           | 22  | 14 | 10 | 2 | 2  | 37 | 21 | +16  |
| 2    | FC Zurich               | 20  | 14 | 9  | 2 | 3  | 37 | 27 | +10  |
| 3    | FC Brühl Saint-Gall     | 18  | 14 | 8  | 2 | 4  | 35 | 22 | +13  |
| 4    | Neumünster Zurich       | 12  | 14 | 5  | 2 | 7  | 31 | 26 | +5   |
| -    | FC Winterthur           | 12  | 14 | 6  | 0 | 8  | 30 | 32 | -2   |
| 6    | Grasshopper-Club Zurich | 11  | 14 | 5  | 1 | 8  | 24 | 35 | -11  |
| 7    | Blue Stars Zurich       | 9   | 14 | 4  | 1 | 9  | 24 | 34 | -10  |
| 8    | Young Fellows Zurich    | 8   | 14 | 4  | 0 | 10 | 22 | 43 | -21  |

|  | Qualification pour la phase finale |

#### Phase finale
Matchs
| Équipe 1       | Résultat | Équipe 2       | Date          | Lieu     |
| -------------- | -------- | -------------- | ------------- | -------- |
| Servette FC    | 4 - 2    | BSC Young Boys | 17 mars 1918  | Lausanne |
| BSC Young Boys | 2 - 1    | FC Saint-Gall  | 14 avril 1918 | Berne    |
| Servette FC    | 4 - 0    | FC Saint-Gall  | 5 mai 1918    | Zurich   |

Classement
| Rang | Équipe         | Pts | J | G | N | P | Bp | Bc | Diff |
| ---- | -------------- | --- | - | - | - | - | -- | -- | ---- |
| 1    | Servette FC    | 4   | 2 | 2 | 0 | 0 | 8  | 2  | +6   |
| 2    | BSC Young Boys | 2   | 2 | 1 | 0 | 1 | 4  | 5  | -1   |
| 3    | FC Saint-Gall  | 0   | 2 | 0 | 0 | 2 | 1  | 6  | -5   |

|  | Champion de Suisse |

## Bilan de la saison
| Tableau d'Honneur                 |             |
| Compétition                       | Vainqueur   |
| Championnat de Suisse de football | Servette FC |

| Promotions et relégations |            |
| Promus                    | FC Lucerne |
| Relégués                  | FC Baden   |